# Геррюда (комуна)
Комуна Геррюда (швед. Härryda kommun) — адміністративно-територіальна одиниця місцевого самоврядування, що розташована в лені Вестра-Йоталанд у південно-західній Швеції.
Геррида 238-а за величиною території комуна Швеції. Адміністративний центр комуни — місто Мельнлюке.

## Населення
Населення становить 35 223 осіб (станом на вересень 2012 року). 
| Кількість населення комуни Геррида за 1970-2010 роки | Кількість населення комуни Геррида за 1970-2010 роки | Кількість населення комуни Геррида за 1970-2010 роки | Кількість населення комуни Геррида за 1970-2010 роки | Кількість населення комуни Геррида за 1970-2010 роки |
| ---------------------------------------------------- | ---------------------------------------------------- | ---------------------------------------------------- | ---------------------------------------------------- | ---------------------------------------------------- |
| Рік                                                  |                                                      |                                                      | Населення                                            |                                                      |
| 1970                                                 | 1970                                                 |                                                      | 16 003                                               | 16 003                                               |
| 1975                                                 | 1975                                                 |                                                      | 20 741                                               | 20 741                                               |
| 1980                                                 | 1980                                                 |                                                      | 23 195                                               | 23 195                                               |
| 1985                                                 | 1985                                                 |                                                      | 24 784                                               | 24 784                                               |
| 1990                                                 | 1990                                                 |                                                      | 26 541                                               | 26 541                                               |
| 1995                                                 | 1995                                                 |                                                      | 28 612                                               | 28 612                                               |
| 2000                                                 | 2000                                                 |                                                      | 30 276                                               | 30 276                                               |
| 2005                                                 | 2005                                                 |                                                      | 32 049                                               | 32 049                                               |
| 2010                                                 | 2010                                                 |                                                      | 34 463                                               | 34 463                                               |
| Джерело: SCB                                         |                                                      |                                                      |                                                      |                                                      |

## Населені пункти
Комуні підпорядковано 13 міських поселень (tätort) та низка сільських, більші з яких:
- Мельнлюке (Mölnlycke)
- Геррюда (Härryda)
- Ландветтер (Landvetter)
- Гіндос (Hindås)
- Піксбу (Pixbo)
- Ревланда (Rävlanda)
- Б'єрред (Björröd)
- Бенаребю (Benareby)
- Стура-Буґерде (Stora Bugärde)

## Галерея

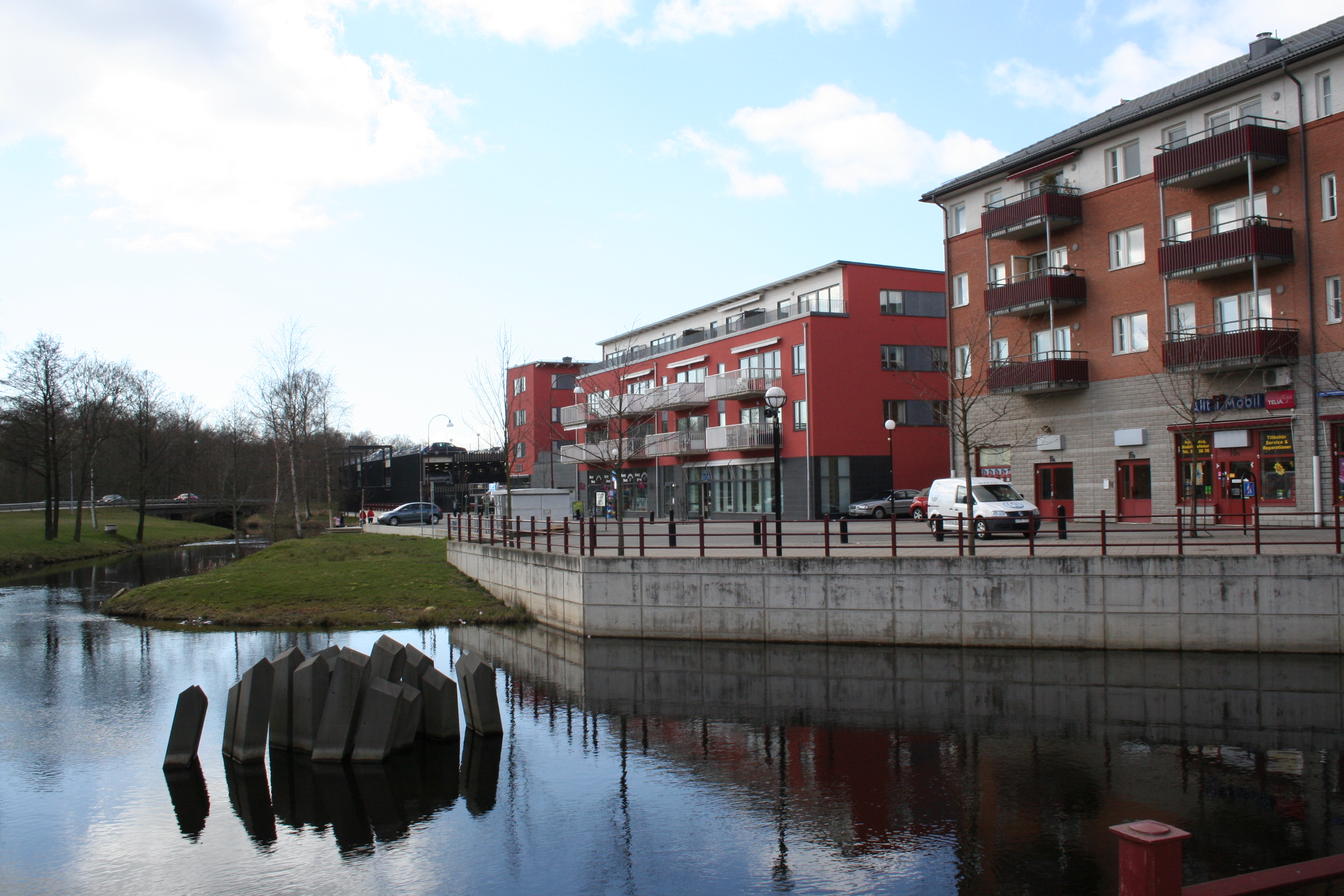
Мельнлике
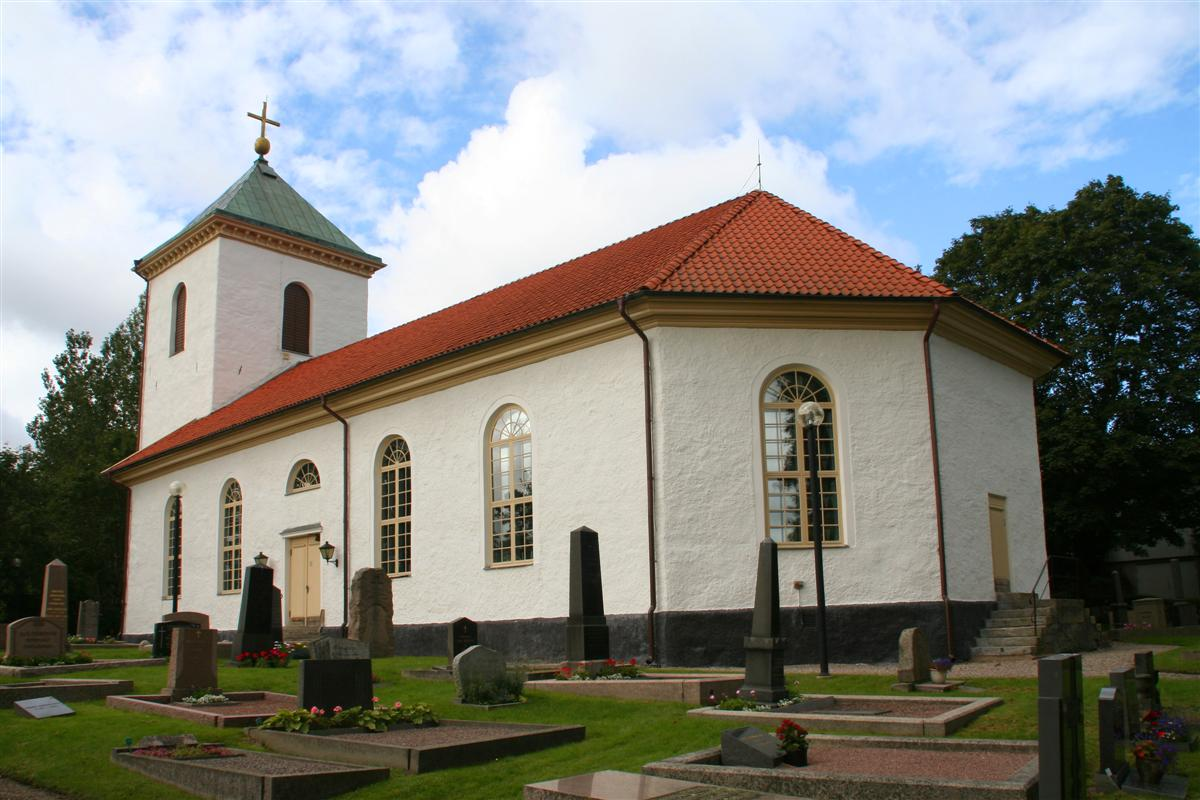
Церква (Геррюда)
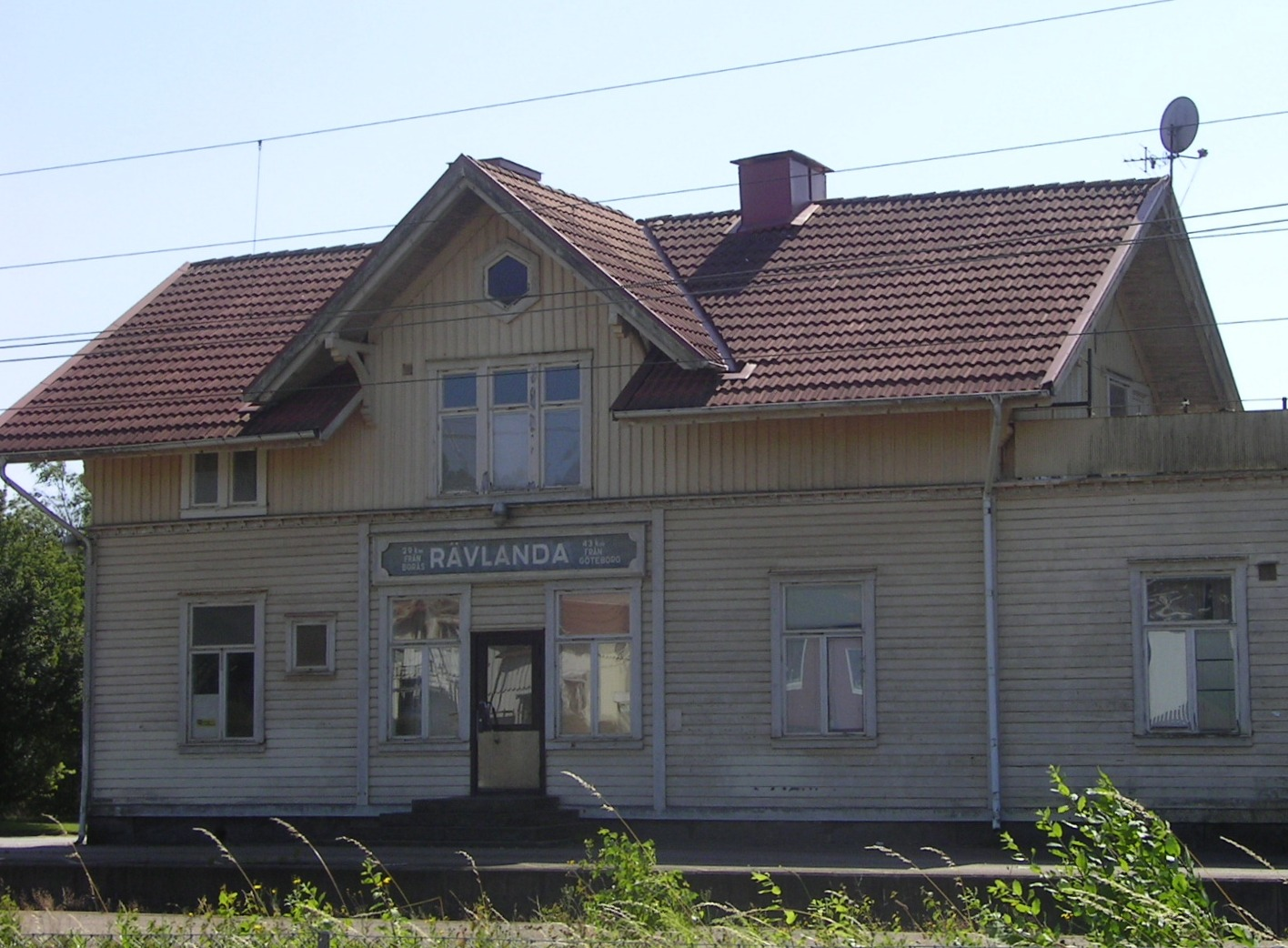
Станція Ревланда
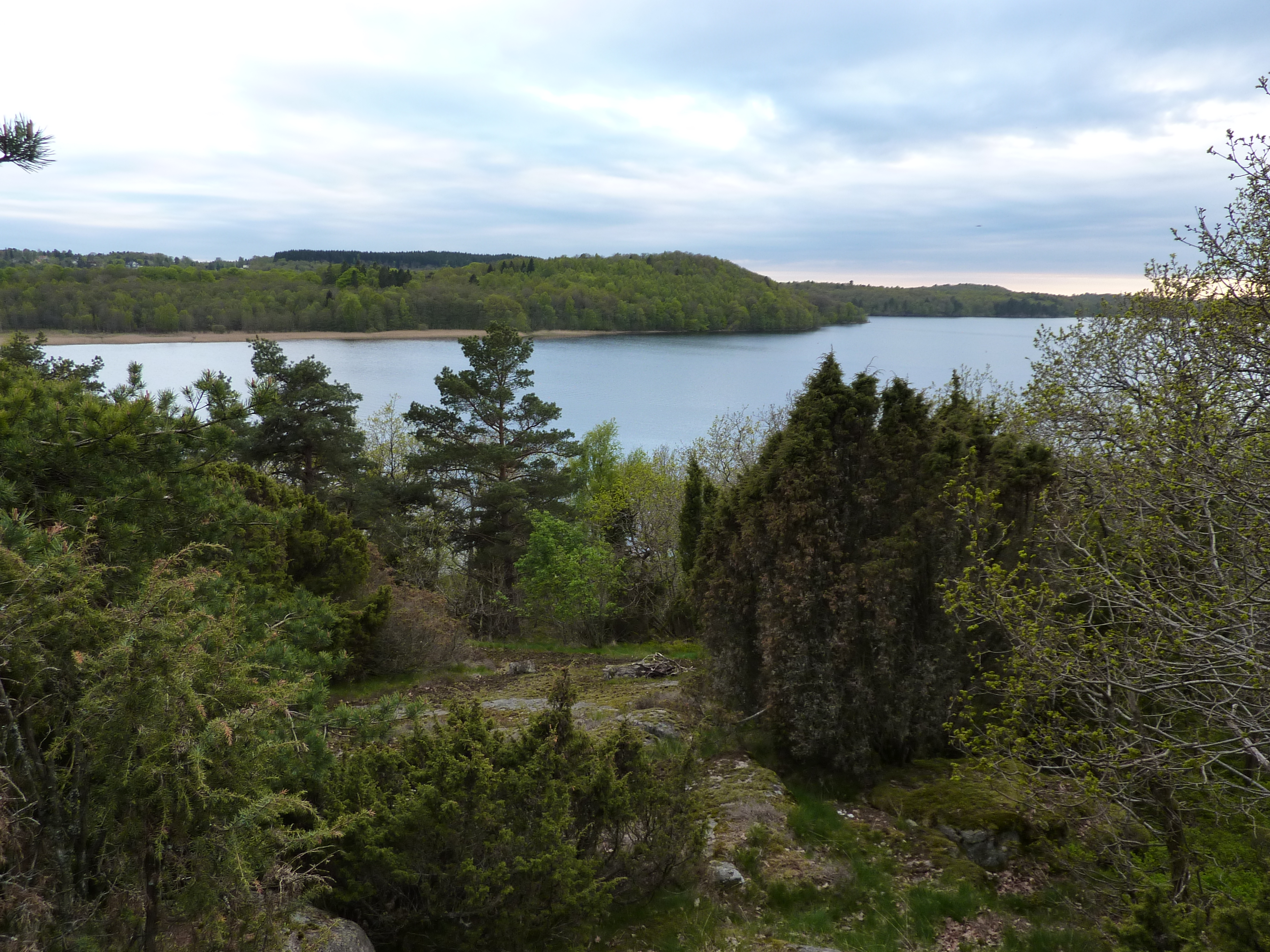
Озеро Родашйон

## Виноски
1. ↑  Folkmangd i riket, lan och kommuner (шв.) . Центральне бюро статистики Швеції. Архів оригіналу за 20 серпня 2013. Процитовано 23 лютого 2013.